# Phyllanthus dawsonii
Phyllanthus dawsonii är en emblikaväxtart som beskrevs av Julian Alfred Steyermark. Phyllanthus dawsonii ingår i släktet Phyllanthus och familjen emblikaväxter. Inga underarter finns listade i Catalogue of Life.